# Cylichna cylindracea
Cylichna cylindracea é uma espécie de molusco pertencente à família Cylichnidae.

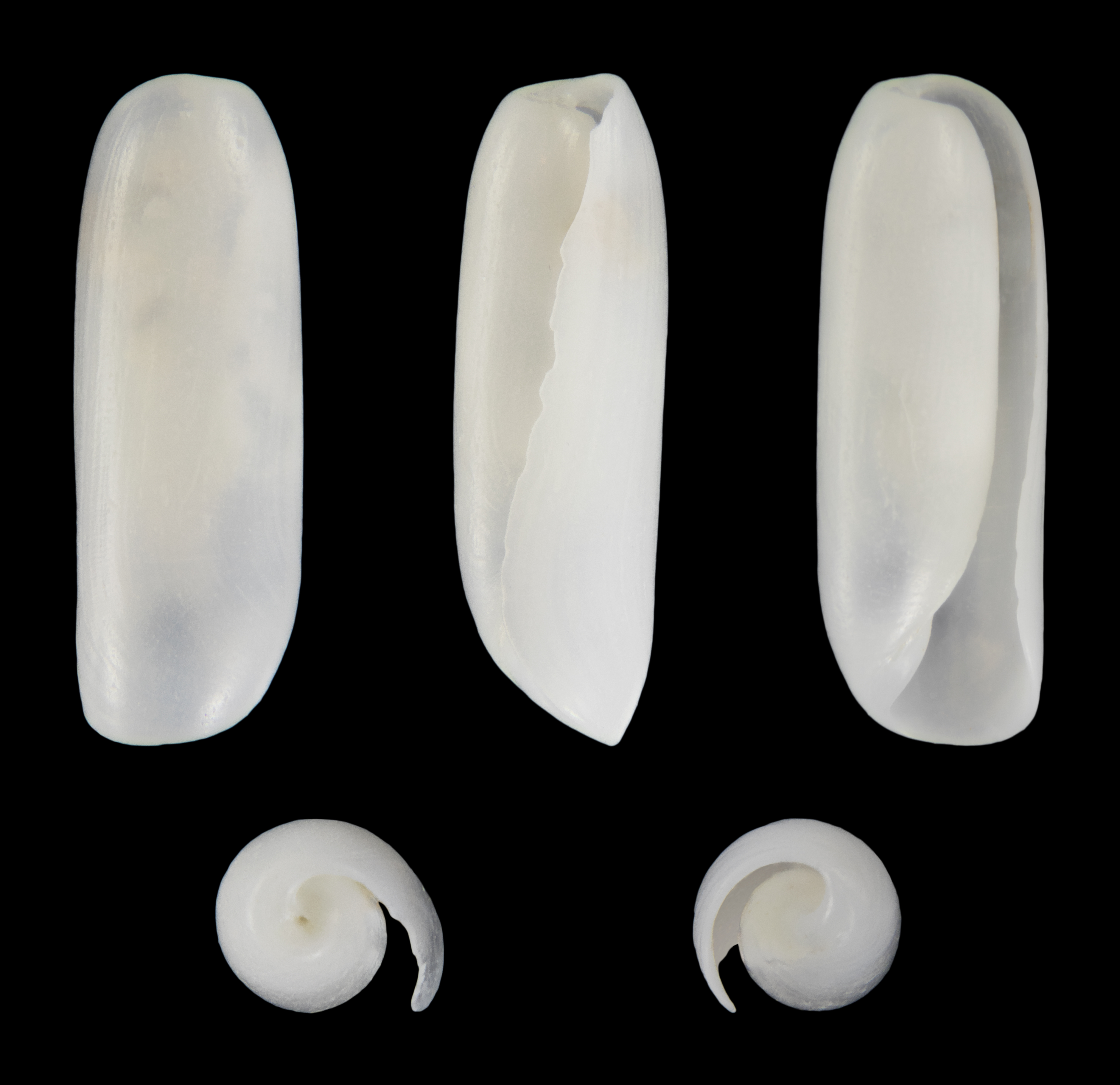

A autoridade científica da espécie é Pennant, tendo sido descrita no ano de 1777.
Trata-se de uma espécie presente no território português, incluindo a zona económica exclusiva.